# Polythore terminata
Polythore terminata là loài chuồn chuồn trong họ Polythoridae. Loài này được Fraser mô tả khoa học đầu tiên năm 1946.